# Rebecca Fergusonová
Rebecca Fergusonová (nepřechýleně Ferguson, * 19. října 1983 Stockholm) je švédská herečka. Do povědomí se dostala rolí Alžběty Woodvillové v seriálu Bílá královna, za kterou získala nominaci na Zlatý glóbus v kategorii nejlepší herečka v minisérii nebo televizním filmu. Mezinárodní známost jí přinesla postava Ilsy Faustové v akčním filmu Mission: Impossible – Národ grázlů (2015) a jeho pokračování Mission: Impossible – Fallout (2018), Mission: Impossible Odplata – První část (2023) a Mission: Impossible – Dead Reckoning Part Two (2024). V roce 2016 se objevila v dramatech Božská Florence a Dívka ve vlaku. V roce 2017 si zahrála Jenny Lindovou v muzikálovém filmu Největší showman.

## Životopis
Narodila se a vyrostla ve Stockholmu v rodině Švéda a Angličanky, která se ve 25 letech přestěhovala z Velké Británie do Švédska. Byla vychována jako bilingvní dítě. Vystudovala anglickou školu ve Švédsku. Od třinácti let pracovala jako modelka a objevovala se v časopisech a televizních reklamách na kosmetiku, oblečení či šperky.
Již v raném věku projevila zájem o tanec, věnovala se baletu, stepu, jazzu, street funku a tangu. Několik let učila ve švédské taneční škole argentinské tango a souběžně se věnovala filmovým projektům. Studovala na Adolf Fredrik's Music School ve Stockholmu a absolvovala v roce 1999.

## Osobní život
Do partnerského vztahu s Ludwigem Hallbergem se v roce 2007 narodil syn. Partneři se přestěhovali do Simrishamnu na švédském jihovýchodním pobřeží. Pár se rozešel v dubnu 2015. V lednu 2018 v televizním pořadu The Graham Norton Show prozradila, že je podruhé těhotná. V lednu 2019 oznámila, že se na přelomu roku provdala za Roryho, otce své dcery narozené v létě 2018. Rodina žije v Simrishamnu a vlastní dům v londýnském Richmondu.

## Filmografie

### Celovečerní filmy
| Rok  | Název                                         | Role                |
| ---- | --------------------------------------------- | ------------------- |
| 2004 | Duch jezera                                   | Amanda              |
| 2011 | Jízdenka do Antibes                           | Maria               |
| 2013 | Vi                                            | Linda               |
| 2014 | Hercules                                      | Ergenia             |
| 2015 | Mission: Impossible – Národ grázlů            | Ilsa Faustová       |
| 2016 | Despite the Falling Snow                      | Katya / Lauren      |
| 2016 | Božská Florence                               | Kathleen Weatherley |
| 2016 | Dívka ve vlaku                                | Anna Watson         |
| 2017 | Život                                         | Miranda North       |
| 2017 | Sněhulák                                      | Katrine Bratt       |
| 2017 | Největší showman                              | Jenny Lind          |
| 2018 | Mission: Impossible – Fallout                 | Ilsa Faustová       |
| 2019 | Chlapec, který se stane králem                | Morgana             |
| 2019 | Muži v černém: Globální hrozba                | Riza Stavros        |
| 2019 | Doktor Spánek od Stephena Kinga               | Rose, klobouk       |
| 2020 | Cold Night                                    | Jenny Sorensen      |
| 2021 | Duna                                          | Lady Jessica        |
| 2021 | Reminiscence                                  | Mae                 |
| 2023 | Mission: Impossible Odplata – První část      | Ilsa Faustová       |
| 2023 | Duna: Část druhá                              | Lady Jessica        |
| 2024 | Mission: Impossible – Dead Reckoning Part Two | Ilsa Faustová       |

### Krátký film
| Rok  | Název             | Role        |
| ---- | ----------------- | ----------- |
| 2010 | Lennart           | pečovatelka |
| 2010 | Puls              | Linda       |
| 2011 | Irresistible      | žena        |
| 2018 | Little Match Girl | matka       |

### Televize
| Rok             | Název                      | Role                | Poznámky                         |
| --------------- | -------------------------- | ------------------- | -------------------------------- |
| 1999–2000       | Nya tider                  | Anna Gripenhielm    | 54 dílů                          |
| 2002            | Ocean Ave.                 | Chrissy Eriksson    | Díl: #1.5                        |
| 2008            | Wallander                  | Louise Fredman      | díl: Na špatné stopě             |
| 2013            | The Vatican                | Olivia Borghese     | televizní film                   |
| 2013            | Der Kommissar und das Meer | Jasmine Larsson     | díl: Der Wolf im Schafspelz      |
| 2013            | Bílá královna              | Alžběta Woodvillová | hlavní role, 10 dílů             |
| 2014            | Červený stan               | Dína                | 2 díly                           |
| 2023-současnost | Silo                       | Juliette            | hlavní role, producentka 20 dílů |

## Ocenění a nominace
| Rok  | Ocenění                                    | Kategorie                                               | Film/seriál                        | Výsledek  |
| ---- | ------------------------------------------ | ------------------------------------------------------- | ---------------------------------- | --------- |
| 2011 | Mezinárodní filmový festival ve Stockholmu | Vycházející hvězda                                      | Jízdenka do Antibes                | nominace  |
| 2014 | Zlatý glóbus                               | Nejlepší ženský herecký výkon v minisérii nebo TV filmu | Bílá královna                      | nominace  |
| 2015 | Mezinárodní filmový festival Hamptons      | Průlomová herečka                                       | Mission: Impossible – Národ grázlů | vítězství |
| 2016 | Critics' Choice Awards                     | Nejlepší herečka v akčním filmu                         | Mission: Impossible – Národ grázlů | nominace  |
| 2016 | Empire Awards                              | Nejlepší nová herečka                                   | Mission: Impossible – Národ grázlů | nominace  |
| 2016 | Online Film & Television Association       | Nejlepší průlomová herečka                              | Mission: Impossible – Národ grázlů | nominace  |
| 2016 | Mezinárodní filmový festival Buffallo      | Nejlepší herečka v hlavní roli                          | Despite the Falling Snow           | vítězství |
| 2016 | Pražský festival nezávislých filmů         | Nejlepší herečka                                        | Despite the Falling Snow           | vítězství |
| 2016 | Festival nezávislých filmů v Kalifornii    | Nejlepší herečka                                        | Despite the Falling Snow           | vítězství |